# Vorwerk (kip)
Vorwerk is een kippenras afkomstig uit Duitsland.

## Geschiedenis
De aanleiding voor de Duitse zakenman en kippenliefhebber Oskar Vorwerk (1865–1933) uit Othmarschen om het Vorwerk-ras te fokken was een opmerking van één van zijn zakenrelaties, die hij zijn Lakenvelders liet zien, die zei: Heel aardig uitziende kleine grijze wezens. Door de industrialisatie van Hamburg en het in de lucht aanwezige kolenstof werden zijn lakenvelders eerder grijs dan wit. Daarom besloot hij in 1900 om een dubeldoel-kip te fokken met dezelfde tekening als de Lakenvelder maar dan met een geelbruin verenkleed. Hij kruiste de Lakenvelder met de Orpington kleurslag Buff die hij kocht bij de Engelse fokker Cook, het voordeel van deze kruising was een iets zwaardere kip, één van de doelen die hij voor ogen had. De nakomelingen kruiste hij vervolgens met Sussex (kleurslag buff columbia), daarna met Lakenvelders, gele Ramelslohers, Andalusiër, Hittfelder landhoen en het Zottegems hoen. 
Omdat Oskar zijn fokmateriaal aan iedereen ter beschikking stelde verspreidde het ras zich over Europa, echter gedurende de Tweede Wereldoorlog stierf het bijna uit. In 1946 waren (in Duitsland) nog maar twee hanen en 26 hennen beschikbaar voor de fok, dankzij het doorzettingsvermogen van veel liefhebbers heeft de populatie zich hersteld (2024).

## Beschrijving
De haan en de hen hebben dezelfde kleuren zij het dat de haan wat dieper en feller is van kleur. De kop en de nek zijn fluweelachtig zwart evenals de staart, de rest van het verenkleed is helder, diep goudgeel, de haan heeft in dit deel hier en daar wat zwarte veertjes, de donsveren zijn lichtgrijs. De enkelvoudige kam en lellen zijn felrood, het gezicht is rood met wat kleine veertjes, de oorschelpen zijn wit en de poten leiblauw, de ogen oranjerood tot oranjegeel. De prestaties als dubbeldoel-kip zijn beperkt, de eieropbrengst van 150 per jaar en het geringe slachtgewicht maken dit ras vooral aantrekkelijk voor de fokker die naar tentoonstellingen en shows gaat met zijn dieren. Hun aard is wat schuw en zullen niet snel handtam worden, vooral de jonge dieren kunnen redelijk goed vliegen.

## Vorwerk-kriel
De krielvorm werd erkend in 1963, het uiterlijk komt geheel overeen met de grote soort. Fokker Walter Avemarie uit Gross-Rohrheim kruiste grote Vorwerk-hoenders met Orpington-krielen (Buff) en Duitse krielen (geelpatrijs) daarna met dubbelgezoomde Barnevelder krielen. De haan weegt 1100 gram en de hen weegt 900 gram en de eierproductie 140 per jaar.

## Afbeeldingen

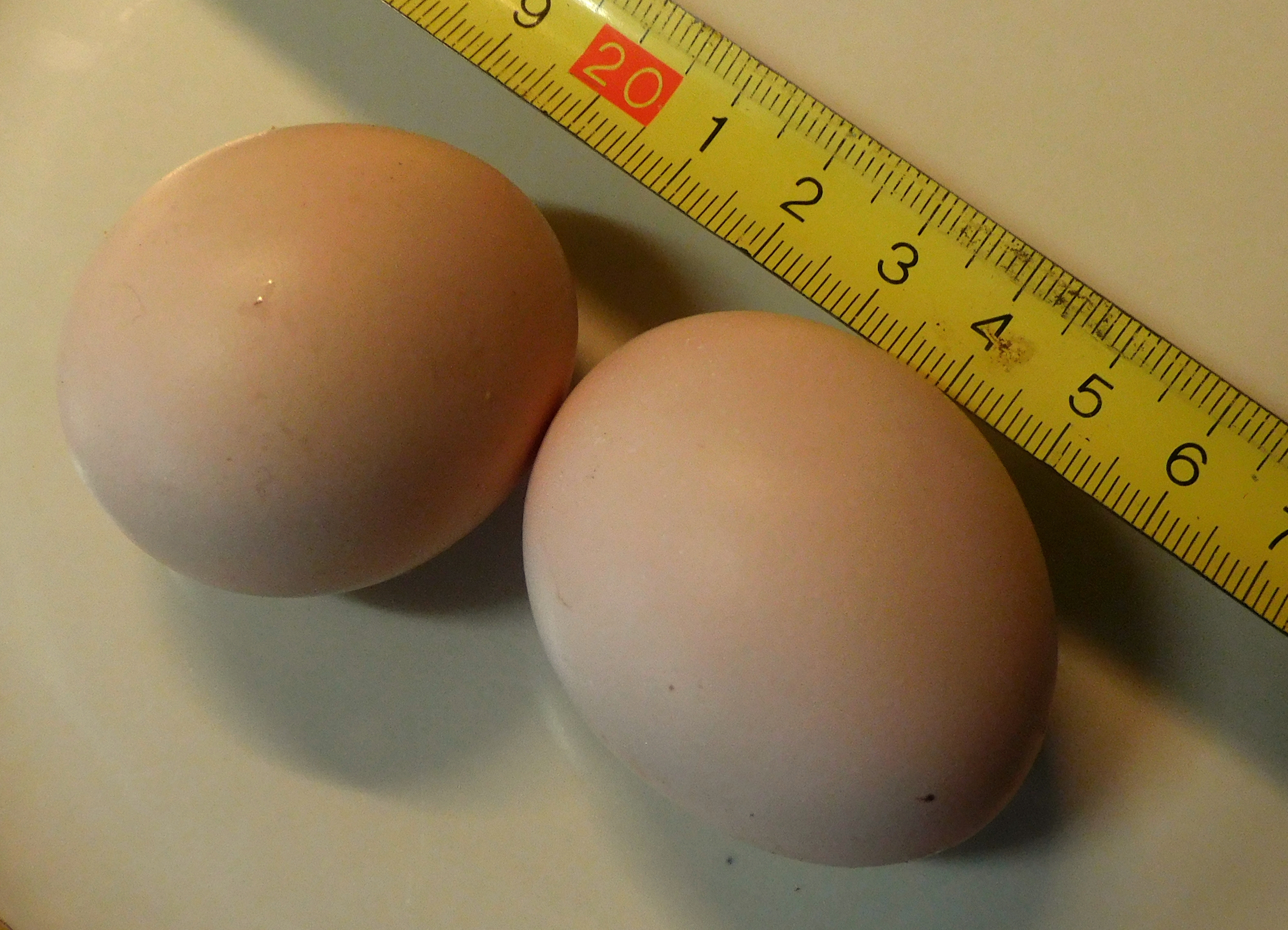
Eieren Vorwerk kriel
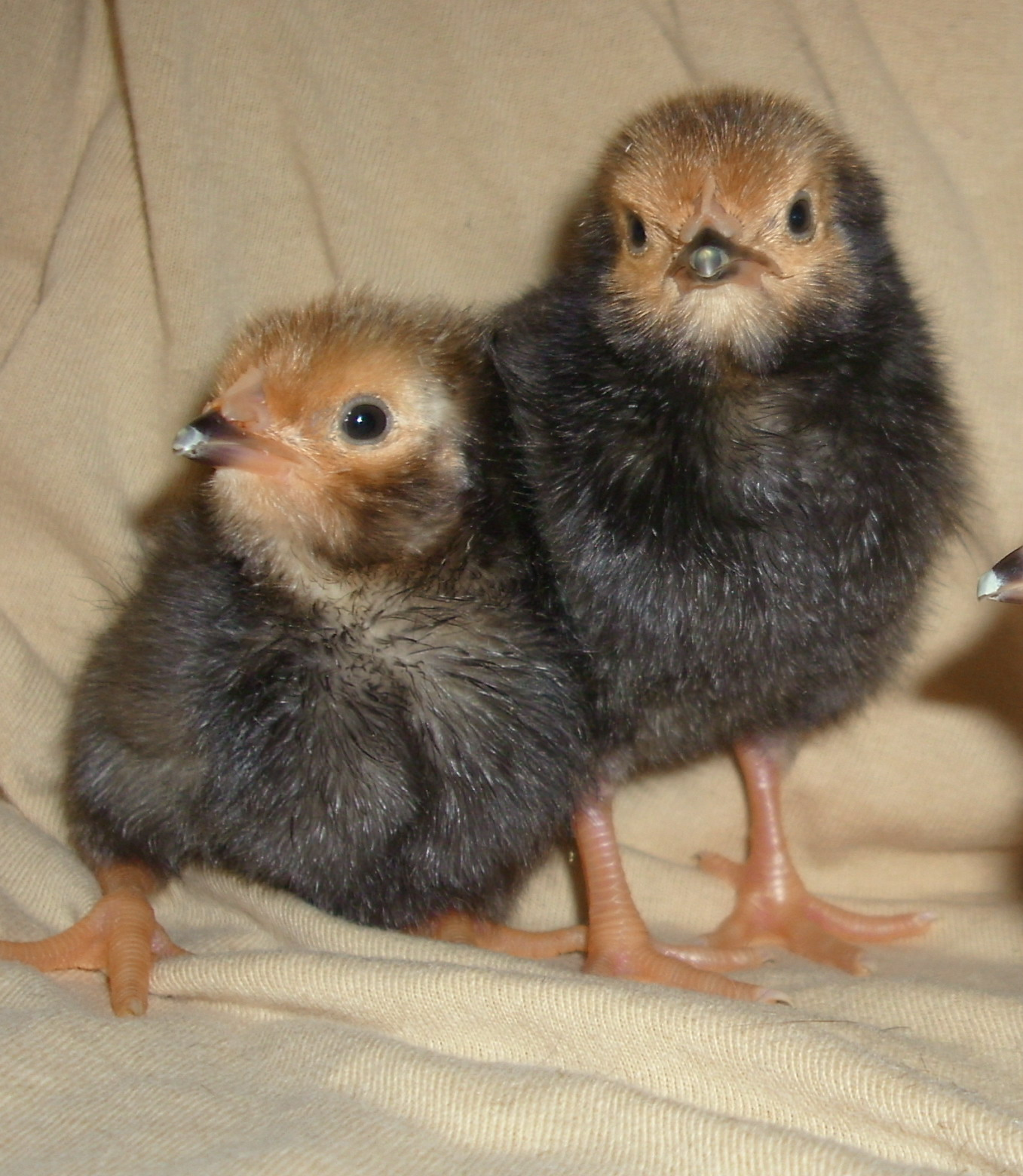
Kuikens van de Vorwerkkip
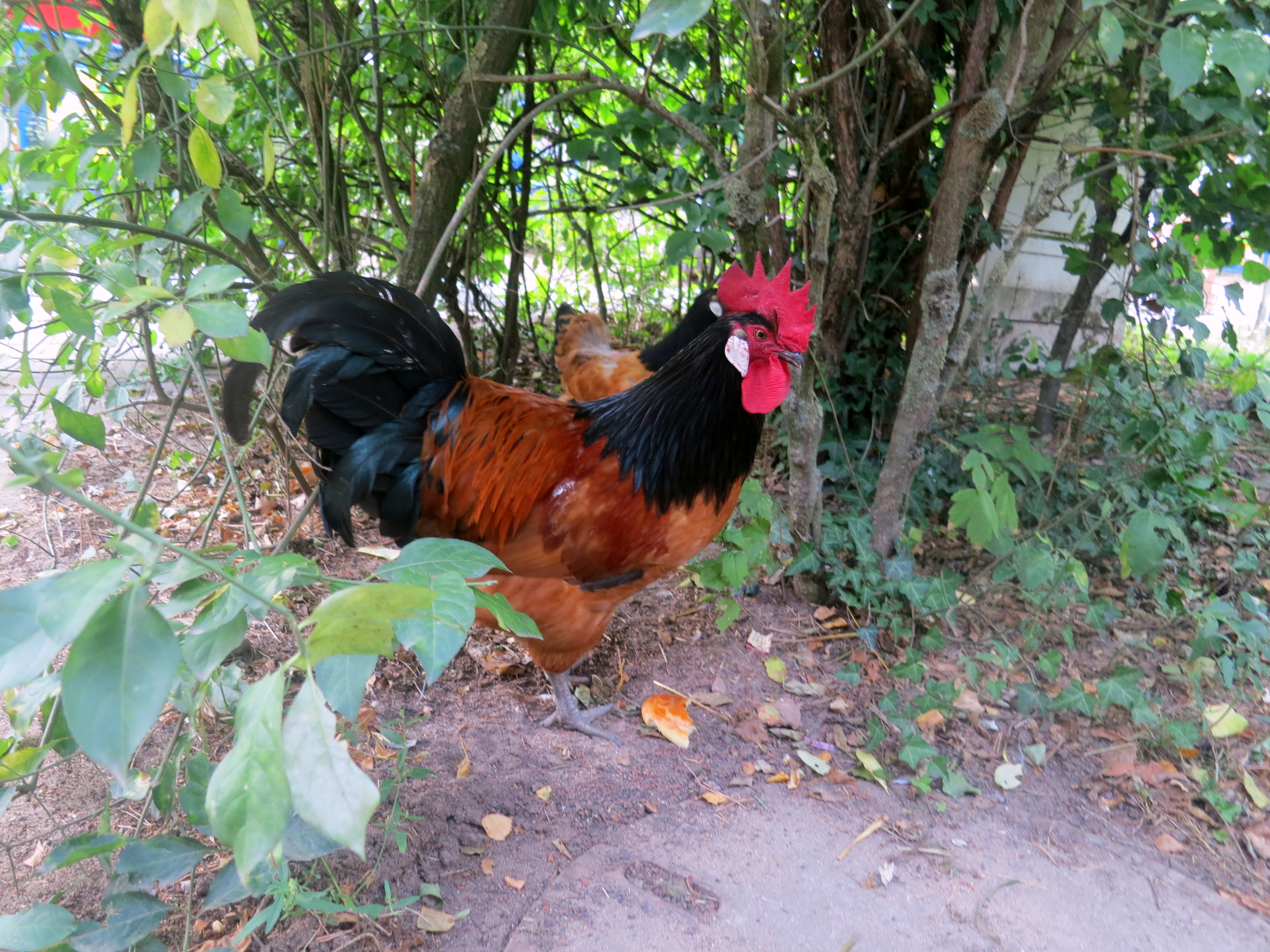
Haan in de Tiergarten Nürnberg
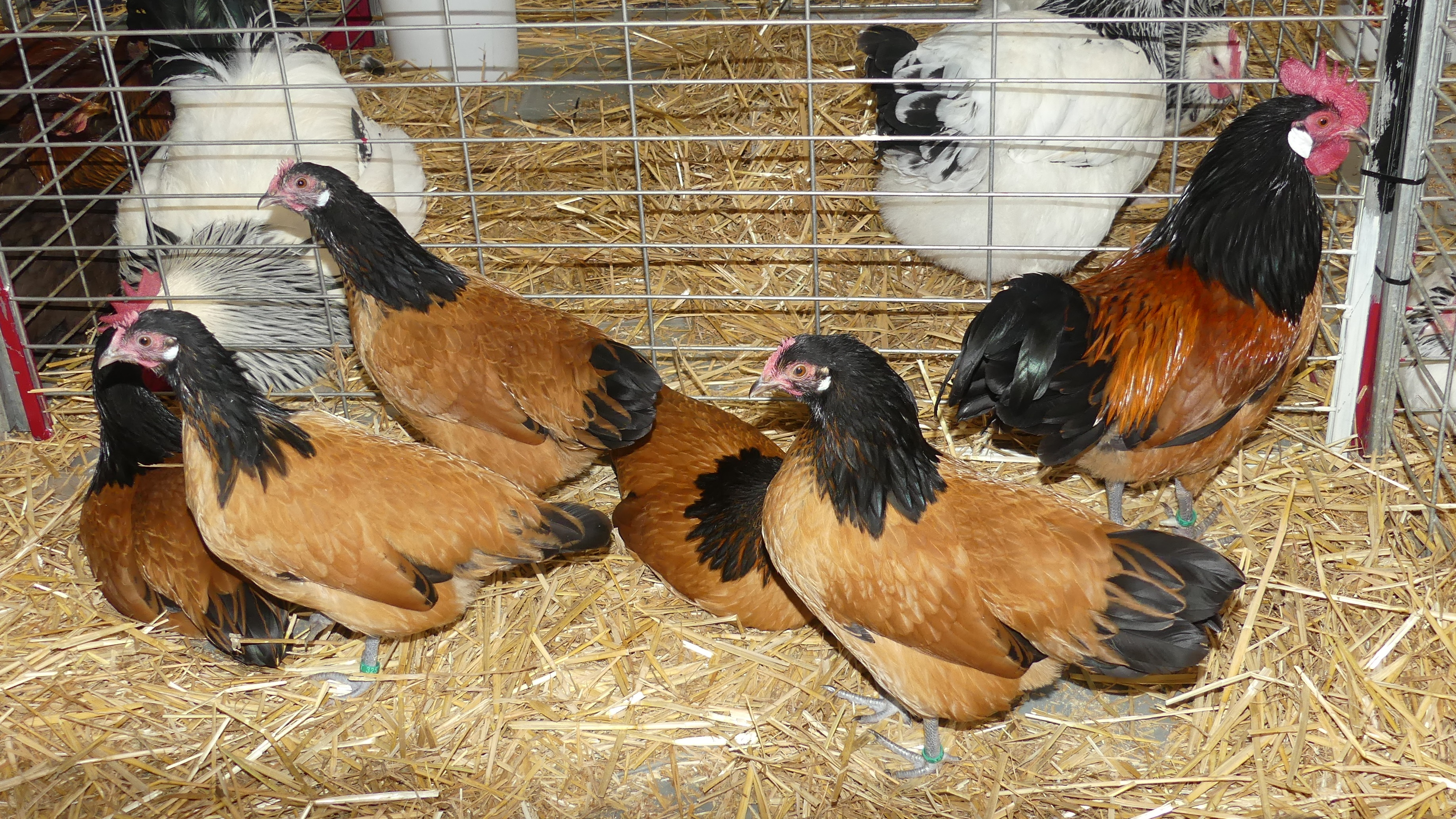
Kippen